# Ali Reza Asgari
Alí Resa Asgarí (Ardistan, Iran, 1 de novembre de 1952 - presó d'Ayalon, Israel, 28 de desembre de 2010?) va ser un general dels Cossos de la Guàrdia Revolucionària Islàmica, viceministre de Defensa de l'Iran i membre del gabinet del president Muhammad Khatami.
Ali Reza Asgari nasqué a Ardestan, una ciutat a la província d'Esfahan, l'1 de novembre de 1952. Als anys 1980, Asgari va exercir com a comandant dels cossos de la Guàrdia Revolucionària Islàmica al Líban i durant els anys 1990 va ser l'oficial més important de la intel·ligència iraniana al Líban, on va treballar amb el grup militant xiita Hesbol·là. Un informe deia que durant aquesta època, Asgari va estar implicat en el trasllat d'un pilot israelià capturat, Ron Arad, a l'Iran. Segons The Sunday Times, Asgari va ser reclutat com a espia el 2003 durant un viatge de feina; tanmateix, no se sap quina agència d'intel·ligència occidental el va reclutar. Va decidir defectar quan el Ministeri d'Intel·ligència Iranià sospitava que era un talp.
El nom d'Asgarí va cobrar rellevància a causa d'anuncis en mitjans de premsa segons els quals aquest havia estat segrestat a Istanbul per la CIA dels Estats Units i el Mossad d'Israel el 9 de desembre de 2006.
Segons el diari en llengua persa Iran, de propietat estatal, el general retirat va ser capturat per un equip combinat de l'CIA i el Mossad. En una entrevista lliurada a l'agència de notícies Fars, la filla del general afirma que ella «està segura que els Estats Units i Israel el van segrestar».
Altres fonts com The Washington Post apunten que va decidir abandonar Iran i cooperar voluntàriament amb els serveis d'intel·ligència occidentals, proporcionant-los informació sobre la milícia xiïta libanesa Hesbol·là i l'aparell d'estat iranià. També hauria demanat asil per això.
El 27 de desembre de 2010, els mitjans de premsa israelians Haaretz i Yedioth Ahronoth van informar breument de declaracions de fonts properes al ministre de defensa de l'estat jueu Ehud Barak, segons les quals Asgarí s'hauria suïcidat en la seva cel·la de la presó d'Ayalon. Fonts del ministeri d'Afers Exteriors iranià van expressar preocupació. El ministre Alí Akbar Salehí va dirigir una carta al Secretari General de l'ONU, Ban Ki-moon, en la qual reclamava ajuda de les Nacions Unides per aclarir el parador d'Asgarí i manifestava que les notícies publicades reforçaven les sospites sobre un possible segrest per forces israelianes.